# Паркет
Паркет (фр. parquet) je мозаик од комада дрвета који се користи за декоративни ефекат на поду. Паркет од квалитетнијег дрвета може дугорочније трајати.
Узорци паркета су често у потпуности геометријски и угласти - квадрат, троугао, пастиле - али могу садржавати и облине.

## Историја
Велики дијагонални квадрати у Версајском дворцу представљени су 1684. године као parquet de menuiserie („дрвени паркет“) како би заменили мермерни под који је захтевао непрестано прање, што је имало тенду труле шипке испод пода. Такве паркете почео је да прави шведски архитекта Данијел Кронстром у Версају и на Великом Тријанону 1693. године. 

## Материјали и употреба
Паркет се обично прави од дрвета контрастне боје и зрна, као што су храст, орах, трешња, липа, бор, јавор итд. Понекад се користи, а код скупљих врста се такође користи богато обојени махагони, а понекад и друга дрвећа веће тврдоћа. Иако технички није дрво, бамбус је такође популаран материјал за модерне паркете.
Паркет су се обично стављали са врућим битуменом. Данас се обично користе модерна хладна лепила.
Ова врста подова је обично дуготрајна ако се одржава правилно. 
Паркет се користи и у спорту, тачније у кошарци. 